# Mamady Bangré
Mamady Bangré, né le 15 juin 2001 à Toulouse en France, est un footballeur international burkinabé, qui évolue au poste d'ailier droit au Grenoble Foot 38.

## Biographie

### En club
Né à Toulouse en France, Mamady Bangré est formé par le club local du Toulouse FC. Il joue son premier match en professionnel avec ce club, le 7 avril 2021, à l'occasion d'une rencontre de Coupe de France contre l'Olympique de Saumur. Il se fait remarquer en inscrivant également son premier but, après être entrée en jeu, et permet à son équipe de s'imposer (1-2 score final),. Dix jours plus tard, Bangré fait sa première apparition en Ligue 2 contre LB Châteauroux. Il entre en jeu à la place de Nathan Ngoumou et son équipe s'impose par un but à zéro.
Le 27 juin 2022, Bangré est prêté pour une saison à l'US Quevilly-Rouen. Il joue son premier match avec ce club le 30 juillet 2022, lors d'une rencontre de championnat face au Rodez AF. Il entre en jeu à la place d'Issa Soumaré ce jour-là, et son équipe fait match nul sur le score de zéro à zéro. Bangré se fait remarquer le 3 février 2023 en réalisant un doublé contre l'EA Guingamp, en championnat. Titularisé, il permet à son équipe de s'imposer grâce à ses deux buts (2-0 score final). Bangré est élu joueur de la saison avec QRM, totalisant 10 buts et 5 passes décisives en 38 matchs toutes compétitions confondues.
En manque de temps de jeu avec le Toulouse Football Club, Bangré est prêté à l'ES Troyes AC, pensionnaire de Ligue 2, jusqu'à la fin de saison et avec une option d'achat,. Convoqué à la Coupe d'Afrique des nations avec le Burkina Faso au moment de l'annonce, il ne passe pas directement sa visite médicale,.
Au mercato d'été 2024, il s'engage pour 3 ans en faveur de Grenoble Foot 38.
Dans les dernières heures du mercato hivernal 2025, Bangré est prêté au Pau FC, club de Ligue 2, jusqu'à la fin de la saison, sans option d'achat.

### En sélection
Mamady Bangré honore sa première sélection avec l'équipe nationale du Burkina Faso contre le Kosovo, le 24 mars 2022. Il entre en jeu à la place de Gustavo Sangaré et son équipe s'incline par cinq buts à zéro.
Le 20 décembre 2023, il est retenu dans la liste des vingt-sept joueurs burkinabés sélectionnés par Hubert Velud pour disputer la Coupe d'Afrique des nations 2023.

## Palmarès

### En club
Toulouse FC
- Champion de France de Ligue 2 (1) :
  - Champion : 2021-2022